# Parti chrétien-démocrate (Australie)
Pour les articles homonymes, voir Parti chrétien-démocrate et PCD.
Le Parti chrétien-démocrate (PCD) est un ancien parti politique chrétien-démocrate australien, fondé en 1977 sous le nom de Call to Australia Party par un groupe de ministres chrétiens de Nouvelle-Galles du Sud. L'un des cofondateurs, Fred Nile, s'est présenté comme candidat à la chambre haute aux élections de l'État de Nouvelle-Galles du Sud. Le parti se positionne désormais vers un conservatisme social. Il prend son nom actuel en 1978. Le parti s'est dissout le 29 mars 2022.

## Histoire
Créé à l'origine sous le nom de Call to Australia Party en 1977, le PCD a été fondé par un groupe de ministres chrétiens, et Fred Nile s'est présenté comme leur candidat. Ces groupes avaient cherché à mobiliser le conservatisme et les Protestants évangéliques en tant que force électorale. Nile est élu au Conseil législatif de Nouvelle-Galles du Sud en 1981 et le parti parvient à faire élire un candidat à toutes les élections suivantes en Nouvelle-Galles du Sud jusqu'aux élections d'État de 2019.
En août 2000, on annonce qu'Elaine Nile prendrait sa retraite pour des raisons de santé, et qu'elle serait remplacée par John Bradford, ancien membre libéral de la Chambre des représentants australienne du Queensland qui avait fait défection au PCD avant d'être battu aux élections fédérales de 1998. Cependant, cela n'a pas abouti en raison de désaccords entre Fred et Elaine Nile et Bradford. Elaine Nile a servi jusqu'en 2002, date à laquelle elle a été remplacée par Gordon Moyes de la Wesley Central Mission de Sydney. Moyes a été élu à titre personnel lors des élections de 2003 en Nouvelle-Galles du Sud.
En septembre 2020, le trésorier du parti, Charles Knox, a intenté une action en justice contre Fred Nile et son épouse Silvana Nero-Nile pour avoir prétendument réclamé 100 000 dollars de fonds du parti pour leur propre usage.

## Députés élus

### Fédéraux
- John Bradford (1998)— représentant McPherson, Queensland. Bradford a été élu à la Chambre des représentants en 1990 en tant que membre du Parti libéral. Le 7 avril 1998, Bradford a quitté le Parti libéral et a siégé à la Chambre en tant que membre du Parti démocrate-chrétien jusqu'aux élections fédérales de 1998, lorsqu'il s’est porté candidat sans succès au Sénat pour le PCD.

### Nouvelle-Galles du Sud
- Fred Nil, MLC (1981–2004 ; 2004–2022)
- Jim Cameron, MLC (1984)
- Marie Bignold, MLC (1984-1988) — Bignold est restée au Parlement jusqu'à la fin de son mandat en 1991.
- Elaine Nil, MLC (1988–2002)
- Gordon Moyes, MLC (2002–2009) — Moyes a été expulsé du parti en 2009, mais est resté au Parlement en tant qu'indépendant avant de rejoindre le Family First Party. Moyes a échoué dans sa tentative d'être réélu aux élections d'État de 2011.
- Paul Green, MLC (2011-2019) — Green n'a pas été réélu en 2019 à l'expiration de son mandat.